# Crash d'un Douglas C-47 à Cebu
Le crash d'un Douglas C-47 à Cebu survient le 17 mars 1957 lorsqu'un avion de transport Douglas C-47 Skytrain s'écrase sur les pentes du mont Manunggal (en) sur l'île de Cebu, aux Philippines, tuant 25 des 26 occupants de l'avion, dont le président en exercice des Philippines, Ramon Magsaysay. Plusieurs hauts responsables du gouvernement philippin, des responsables militaires et des journalistes figurent également parmi les morts. Le seul survivant est un journaliste du Philippine Herald, Nestor Mata (en).
Au moment de sa mort, le président Magsaysay, un Nacionalista, est très populaire et on s'attend à ce qu'il soit facilement réélu lors des élections présidentielles de novembre 1957 (en),.

## Avion et équipage
L'avion impliqué dans le crash est un bimoteur C-47A-75-DL Skytrain récemment remis à neuf, qui est exploité par l'armée de l'air philippine et sert d'avion présidentiel officiel de Magsaysay. L'avion vient d'être acheté avec moins de 100 heures de vol enregistrées. Il a un équipage de cinq personnes, tous des officiers de l'armée de l'air philippine dirigés par le pilote, le major Florencio Pobre, 37 ans.
L'avion est nommé Mont Pinatubo, d'après un volcan inactif depuis longtemps, plus connu comme la plus haute montagne de la province natale de Magsaysay, Zambales. Le mont Pinatubo, qui est en sommeil depuis le XIVe siècle, devient actif en 1991 et produit la deuxième plus grande éruption terrestre du XXe siècle (en), faisant plus de 800 morts.

## Contexte
Le 16 mars 1957, le président Ramon Magsaysay est à Cebu City, où il arrive à 15 h 45 à bord de son avion C-47 Mont Pinatubo pour une série de conférences dans la ville plus tard dans la journée. Il rend visite à l'ancien président Sergio Osmeña à son domicile et prend ensuite la parole lors d'une convention d'anciens combattants de l'USAFFE et des exercices de remise des diplômes à l'Université des Visayas (en), au Southwestern College (en) et à l'Université de San Carlos, respectivement. À l'Université des Visayas, il reçoit un doctorat honorifique en droit. Dans la soirée, il assiste à une fête au domicile du maire de Cebu, Sergio Osmeña Jr. (en). Il part pour l'aéroport de Lahug (en) et monte à bord de son avion peu avant minuit, envoyé à l'aéroport par un groupe dirigé par le père du maire, l'ancien président Sergio Osmeña.

## Accident
L'avion décolle de l'aéroport de Lahug à Cebu City pour Nichols Field (en) près de Manille, à environ 640 kilomètres, à 1 h 0 du matin, le dimanche 17 mars. Le temps est beau et le plafond illimité avec des nuages bas et brisés et une lune brillante. Des témoins oculaires au sol observent que l'avion n'a pas pris suffisamment d'altitude à l'approche des chaînes de montagnes de Balamban. À 1 h 17 du matin, l'avion envoie un message radio à Malacañang, pour que le président soit accueilli à Nichols Field vers 3 h 15 du matin.
Des inquiétudes surgissent après que l'avion de Magsaysay n'arrive pas à l'heure prévue à Nichols Field. À l'heure du petit-déjeuner, la première dame Luz Magsaysay (en) et la famille Magsaysay sont informés de la disparition de l'avion. Une recherche aérienne et maritime tous azimuts est instituée par les forces armées des Philippines, avec l'aide de l'armée de l'air et de la marine des États-Unis. La recherche se concentre initialement sur la mer, car une grande partie de la route de vol se trouve au-dessus de l'océan. La nouvelle se répand également à Manille et dans le reste des Philippines, les gens pleurant ouvertement en apprenant la disparition du vol.
En milieu d'après-midi du 17 mars, un responsable local de la ville de Cebu annonce que l'avion s'est écrasé sur les pentes du mont Manunggal, à Balamban, à Cebu, à environ 35 kilomètres au nord-ouest de la ville de Cebu. Plusieurs résidents locaux ont entendu le crash et découvert l'épave en flammes de l'avion plus tôt dans la matinée. Ils découvrent un survivant, Nestor Mata, un journaliste du journal Philippine Herald, qu'ils transportent en bas de la montagne. Mata, qui a subi des brûlures au deuxième et au troisième degré, estime que l'avion s'est écrasé vers 1 h 40 du matin. Les sauveteurs militaires arrivent sur les lieux de l'accident le lendemain, le 18 mars. Le corps du président Magsaysay est identifié par son frère Jésus grâce à sa montre-bracelet et confirmé plus tard par les dossiers dentaires. Son corps est carbonisé et "méconnaissable", selon un rapport du sous-secrétaire à la Défense nationale Jose Crisol au secrétaire de presse Jose V. Cruz (en) à 12 h 35. Il est déterminé qu'au moment de l'accident, Magsaysay se trouve à l'intérieur de sa cabine spéciale, située juste derrière le cockpit.
Dans les heures qui suivent l'identification officielle du corps du président Magsaysay, le vice-président Carlos P. García prête serment en tant que 8e président des Philippines. Au moment de l'accident, García se trouve en Australie, où il assiste à une conférence de l'Organisation du traité de l'Asie du Sud-Est.

## Passagers
En plus du président Magsaysay et de Mata, l'avion transporte 24 autres personnes, dont l'ancien sénateur Tomas Cabili (en), un héros du mouvement de résistance de la guérilla pendant la Seconde Guerre mondiale, Gregorio Hernandez Jr., secrétaire à l'Éducation (en), le représentant Pedro Lopez (en) du 2e district de Cebu (en), et le général Benito Ebuen (1912-1957), commandant général de l'armée de l'air philippine. L'ancien olympien Felipe Nunag (en), qui sert alors d'aide de camp à Magsaysay, est également à bord. Parmi les autres passagers figurent plusieurs collaborateurs civils et militaires du président et trois journalistes.

## Enquête
Il y a des spéculations initiales selon lesquelles un sabotage a causé l'accident d'avion. Magsaysay se fait d'abord connaître lorsque, en tant que secrétaire à la Défense sous l'administration Quirino, il a mené la lutte contre l'insurrection d'inspiration communiste du mouvement Hukbalahap. Cependant, aucune preuve n'émerge pour soutenir la théorie du sabotage. Le 27 avril 1957, le chef de la police philippine, le général Manuel F. Cabal, témoigne devant un comité sénatorial que l'accident a été causé par la fatigue du métal, qui a brisé un arbre de transmission qui a provoqué une panne de courant à bord de l'avion peu après le décollage. Il ajoute que pendant que l'avion prend de l'altitude, l'arbre de transmission de l'axe du carburateur du moteur droit s'est rompu.